# Paziente 64
Paziente 64 (in danese Journal 64) è un romanzo giallo noir scandinavo dello scrittore Jussi Adler-Olsen, pubblicato nel 2010. È il quarto libro dedicato alle vicende dell'investigatore Carl Mørck e della Sezione Q della polizia di Copenaghen.
Il libro ha vinto il premio De Gyldne Laurbær nel 2010.

## Trama
Børge Bak, ritiratosi dalla polizia, induce Carl Mørck a occuparsi di una disgrazia capitata alla sorella Esther. Per ottenere la collaborazione a un pestaggio, Bak è arrivato al punto di riesumare un fatto del 1978, quando lo zio di Carl era annegato mentre Carl, allora diciassettenne, e il cugino si erano allontanati per seguire due ragazze. La sorella di Bak, proprietaria di un bordello, era stata aggredita con il vetriolo da un delinquentello lituano, tale Linas Verslovas. Carl e Assad minacciano a loro volta Bak, ma poi, quando incontrano l'aggressore, il solo Assad riesce a "trattare" con Verslovas una fuga molto rapida. La bega tra Bak e Carl non è chiusa, ma ormai la Sezione Q può tornare ai propri casi, mentre in tutta la centrale di polizia imperversa un'epidemia di influenza. Così Rose estrae il caso di tale Rita Nielsen, ex criminale con un ampio giro di prostituzione, scomparsa senza apparente motivo il 4 settembre 1987.
Nel frattempo, i media norvegesi sono polarizzati da un anziano medico, Curt Wad, fondatore di un movimento chiamato "Linee Pure", che ha raggiunto il numero di adesioni per formarsi in partito politico: le idee di Linee Pure riguardano aspetti etici, come la sterilizzazione di criminali o minorati o delinquenti. In passato e in segreto, i fondatori del movimento (definitisi "Lotta segreta") avevano dovuto rispondere di aborti e altri interventi illegali e non erano mai stati condannati perché i loro legali riuscivano a screditare le vittime e a rinchiuderle in luoghi di segregazione, soprattutto in un manicomio femminile sull'isola di Sprogø.
Carl non si interessa molto al caso Nielsen, preso dalle sue vicende personali: con la moglie sta per raggiungere un accordo sul divorzio, mentre con l'amante, la psicologa Mona Ibsen, le cose sembrano funzionare a gonfie vele. Quando Assad, che invece studia il caso, si accorge che nello stesso giorno sono scomparse cinque persone (che nessuno ha mai cercato), il pur trasecolato Carl comprende che è ora di fare luce sulle sparizioni. Oltre a Rita Nielsen, non si trovano altri tre uomini e una donna, tutti abbastanza giovani, (la quinta scomparsa invece era una malata di Alzheimer, fuggita dalla struttura di ricovero). Questi sono: Tage Hermansen, Gitte Charles, Viggo Mogensen e Philip Nørwig, avvocato.
Ben presto l'indagine stabilisce alcuni punti importanti di contatto tra le persone scomparse: Nørwig aveva difeso Wad in molti processi, soprattutto nel primo, intentato da Nete Hermansen con l'accusa di stupro e aborto illegale; la Nielsen e la Charles erano state a Sprogø, la prima internata, l'altra come sorvegliante; la misteriosa Nete era cugina di Tage, oltre che ex reclusa a Sprogø. Tutti gli elementi portano a rintracciare Nete, anche a causa del ritrovamento di due buste indirizzate a Rita e Tage pochi giorni prima del fatale 4 settembre. Ma la vedova di Nørwig, sentita da Carl e Assad, muove pesanti accuse a Curt Wad. Carl si chiede quale sia la pista giusta tra Wad e Nete. Ogni elemento fa pensare a Curt, anche perché si innesca una catena di morte che comprende il suicidio di un medico vicino a Wad, l'improvvisa scomparsa di Mie Nørwig con il compagno Herbert. Inoltre, Carl e Assad rischiano più volte di venire uccisi per strada.
Muore anche un giornalista, Søren Brandt, che da tempo raccoglieva prove contro Linee Pure. L'illegale (quanto eroica) intrusione di Assad in casa di Wad, proprio quando questi sta assistendo la moglie morente, permette di procurare le liste di quanti avevano perpetrato azioni criminali per la Lotta Segreta; ma il siriano è stato intrappolato nell'archivio di Wad, incendiato da un autista onnipresente. Il miracoloso salvataggio del siriano e delle carte da lui trovate, permette alla polizia di arrestare decine di persone, segnando la fine di Linee Pure. Mentre l'assistente è alle cure intensive, Carl va da Nete, convinto che le sparizioni siano opera sua. Qui giungerà Wad e scoprirà una verità talmente macabra, di cui lui stesso sarà la vittima finale.

## Personaggi
- Carl Mørck, ispettore della polizia di Copenaghen. Separato dalla moglie Vigga, vive con il figliastro Jesper e un inquilino, Morten Holland. A questi si è aggiunto Hardy, sistemato nel salotto e accudito da Morten.
- Assad (Hafez el-Assad, più esattamente Assad el-Hafez), giovane siriano assegnato come aiutante a Carl.
- Rose Knudsen, poliziotta assegnata alla Sezione Q.
- Anker, Hardy Henningsen, colleghi di Carl, in servizio con lui durante una perquisizione. Sorpresi da una sparatoria, Anker è morto, Hardy è rimasto invalido e Carl ferito alla testa.
- Marcus Jacobsen, capo della squadra omicidi, superiore di Carl.
- Lars Biørn, vice di Marcus.
- Mona Ibsen, psicologa della centrale di polizia, divenuta nel frattempo amante di Carl.
- Børge Bak, ex poliziotto, acerrimo nemico di Carl.
- Esther Bak, sorella di Borge, tenutaria di una casa di malaffare, vittima di un'aggressione con tritolo.
- Linas Verslovas, lituano, autore dell'attentato a Esther.
- Nete Hermansen, una persona che la vita ha trattato malissimo.
- Marianne ed Erik Hanstholm, due coniugi che hanno insegnato a Nete, mettendola inn condizione di diveentare tecnico di laboratorio.
- Andreas Rosen, dottore, defunto marito di Nete.
- Curt Wad, 88 anni, medico e ginecologo, ha fondato un movimento politico chiamato "Linee Pure".
- Beate, moglie di Curt, totalmente disabile.
- Wilfrid Lønberg, assistente fidatissimo di Wad nella direzione di "Linee Pure".
- Philip Nørvig, avvocato di Curt, scomparso nel 1987.
- Mie Nørvig, già moglie di Philip Nørvig, in seguito sposata al suo socio.
- Herbert Sønderskov, già socio di Nørwig, poi compagno di Mie.
- Tage Hermansen, cugino di Nete, l'ha messa incinta quando lei aveva 15 anni.
- Rita Nielsen, Gitte Charles, Viggo Mogensen, altri che hanno approfittato di Nete.

## Opere derivate
Nel 2018, dal romanzo è stato tratto il film Paziente 64 - Il giallo dell'isola dimenticata (Journal 64) diretto da Christoffer Boe, con Nikolaj Lie Kaas (Carl Mørck) e Fares Fares (Assad).

## Edizioni in italiano
- Jussi Adler-Olsen, Paziente 64, traduzione di Maria Valeria D'Avino, Venezia: Marsilio, 2014